# Benedikt Blatný
Benedikt Blatný (21. března 1914 Lovčice – 8. července 1943 u Moose Jaw) byl pilot 311. československé bombardovací perutě RAF.

## Život
Civilní zaměstnání Benedikta Blatného bylo zámečník. Mezi lety 1933 a 1935 absolvoval kurs leteckého dorostu v Prostějově. Před válkou působil v Československém letectvu. Po okupaci Československa odešel 17. července 1939 do exilu. Od 25. července 1940 sloužil v RAF. Od dubna 1941 byl velitelem bombardéru u 311. perutě, prováděl operační lety nad Německo a okupovaná území. Od prosince 1941 do ledna 1942 sloužil u 138. perutě RAF pro speciální operace. Poté byl převelen zpět k 311. peruti. V květnu 1942 nastoupil do No. 2 Flying Instructors School RAF ve skotském Montrose. Zahynul při letecké nehodě jako příslušník 32. pokračovací pilotní letecké školy RAF při srážce dvou letadel u Moose Jaw v Kanadě dne 8. července 1943. Oba piloti byli patrně oslněni sluncem. Je pohřben na hřbitově Rosedale v Moose Jaw.

## Pocty a vyznamenání
Benedikt Blatný byl nositelem řady československých a britských vyznamenání.

### Pomníky
Na hřbitově v Lovčicích má na hrobě svého bratra umístěn symbolický náhrobek. Jeho jméno je také připomenuto na pomníku Obětem 2. světové války na návsi v Lovčicích.

### Vyznamenání
- Československý válečný kříž 1939 (čtyřnásobný nositel; poprvé 25.4.1941, podruhé 21.6.1941, potřetí 5.7.1941, počtvrté 25.7.1941)
- Československá medaile Za chrabrost před nepřítelem (16.4.1941)
- Záslužná letecká medaile (DFM, 4.7.1941) – za dovedení poškozeného letounu zpět na základnu a za přistání bez podvozku[9]
- Letecká medaile (AFM)[15]